# Molophilus (Molophilus) incognitus
Molophilus (Molophilus) incognitus is een tweevleugelige uit de familie steltmuggen (Limoniidae). De soort komt voor in het Neotropisch gebied.